# Ponte di Pančevo
Il ponte di Pančevo (in serbo Панчевачки мост?, Pančevački most) è un ponte sul Danubio situato a Belgrado, la capitale della Serbia, nei pressi del porto di Belgrado. Il ponte fu costruito nel 1935. È stato l'unico ponte sul Danubio della città fino all'apertura del ponte Pupin nel dicembre 2014.